# Chrześcijaństwo w Republice Zielonego Przylądka

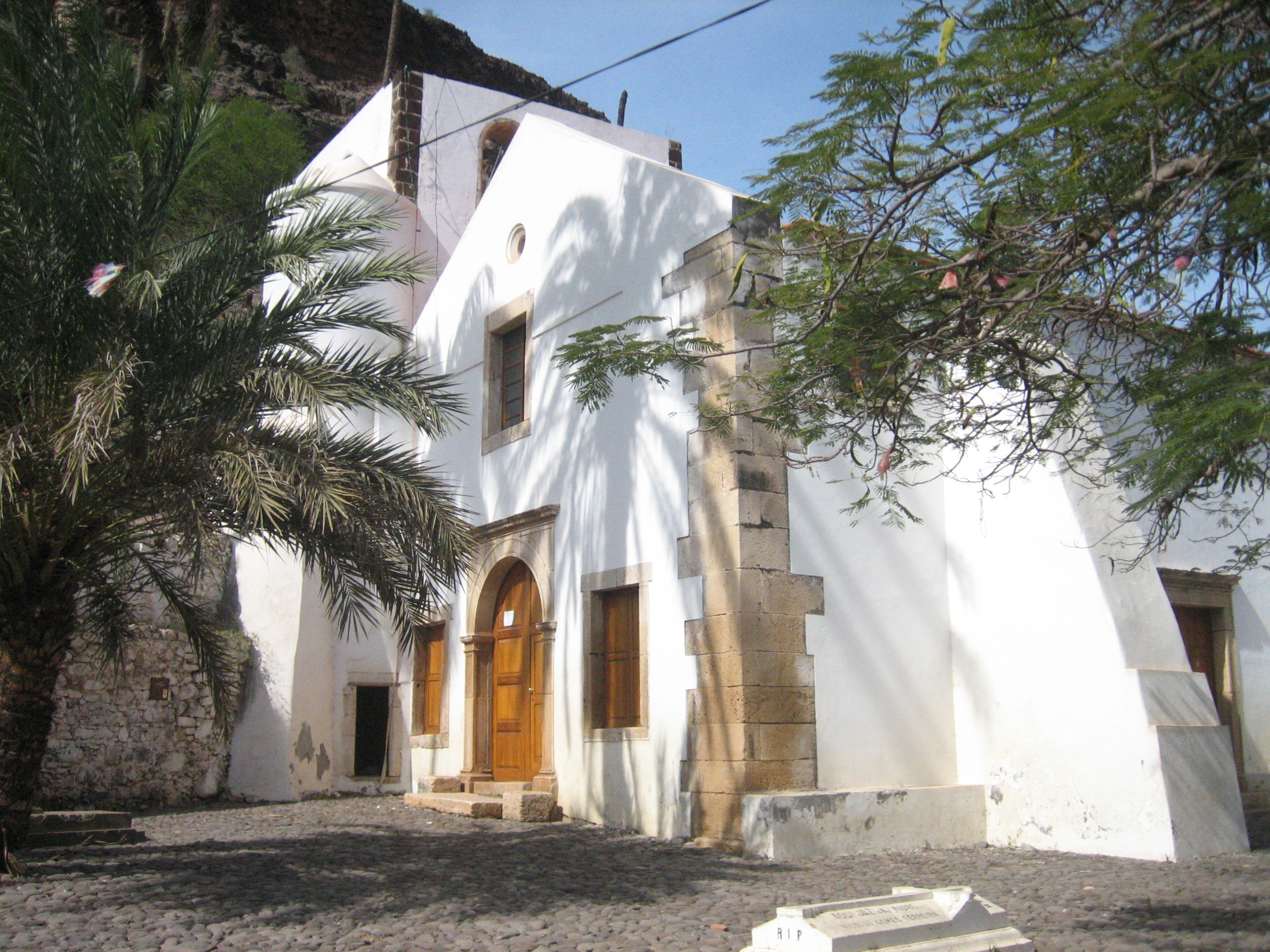
Kościół w Santiago w Republice Zielonego Przylądka

Chrześcijaństwo stanowi największą religię w Republice Zielonego Przylądka, wyspiarskim państwie położonym na zachodnim brzegu Afryki. Według nieformalnej sondy przeprowadzonej przez lokalne kościoły, ponad 85% populacji państwa deklaruje się jako katolicy. Około 5% populacji jest protestantami. Największym wyznaniem protestanckim jest Kościół Nazarejczyka. Wśród innych wyznań znajduje się Kościół Adwentystów Dnia Siódmego, Kościół Jezusa Chrystusa Świętych w Dniach Ostatnich (Mormoni), Zbory Boże, Uniwersalny Kościół Królestwa Bożego, Kościół Nowoapostolski i inne grupy zielonoświątkowe oraz  ewangelickie, a także świadkowie Jehowy (1% populacji, 2010).